# Platyhypnidium riparioides
Platyhypnidium riparioides là một loài Rêu trong họ Brachytheciaceae. Loài này được (Hedw.) Dixon miêu tả khoa học đầu tiên năm 1934.

## Hình ảnh

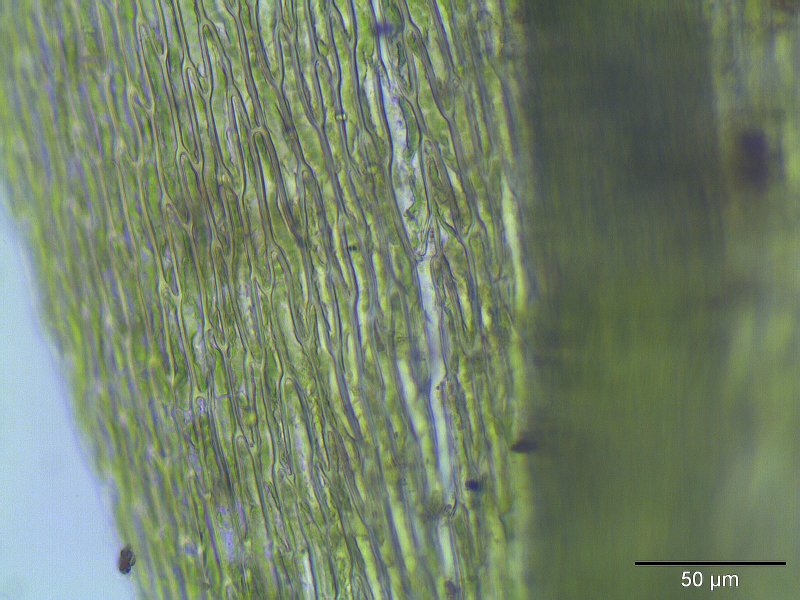